# كريستينا جانسون
كريستينا جانسون (بالسويدية: Kristina Jansson)‏ هي رسامة سويدية، ولدت في 7 يوليو 1967.